# 李燮和
李 燮和（り しょうわ）は、清末民初の政治家・革命家。清末に中国同盟会に加入した革命派人士である。しかし民国初期には、袁世凱の皇帝即位を支持する籌安会に加入した。名は柱中だが、字の燮和で知られる。別号は代鈞。

## 事績

### 革命派としての活動
長沙求実書院で学んだ後、反清活動を開始する。1904年（光緒30年）、黄漢会を組織した。まもなく黄漢会は、黄興・陳天華らが組織した華興会の外郭団体となる。李燮和らは長沙で蜂起を図ったが、失敗に終わり、李は宝慶学堂教員に転じる。李はその後も、革命派人士と蜂起を2度図ったが、いずれも失敗に終わる。1906年（光緒32年）、上海に逃れた。
上海では陶成章と知り合い、光復会に加入している。李燮和は、さらに密かに日本へ入国して、警官学校で学習し、黄興の紹介により中国同盟会に加入した。李は南洋で教師をつとめる傍ら、同盟会の宣伝活動に従事している。また、華僑の間で同盟会への支持を呼びかけ、南洋各地に分会を設立した。
しかし1909年（宣統元年）9月、南洋での活動経費をめぐって陶成章と孫文（孫中山）が対立し、陶が同盟会を離脱して光復会を復活させた。このため李燮和も、光復会に南部執行員（南洋での活動を担当）として加わった。ただ、李は黄興との関係も深かったため、南洋での活動につき同盟会と完全に決裂することはなかった。その後も、革命派の資金収集に努める傍ら、機会を見ては帰国して、革命派の蜂起に参加している。

### 辛亥革命とその後
1911年（宣統3年）10月、武昌起義が勃発すると、李燮和は帰国して革命派に参加した。李は黎元洪から長江下遊招討使に任命され、上海の陳其美を救援している。11月、陳が一時清軍に捕われると、李は即座に部隊を率いて陳を救出するなどし、滬軍都督府成立に大きく貢献した。さらに、武漢の革命派が窮地に陥ると、李は援鄂軍総司令として救援に向かった。
1912年（民国元年）、南京に中華民国臨時政府が成立すると、李燮和は光復軍北伐総司令に任命された。しかし、袁世凱が臨時大総統になるとともに辞任する。4月、黄興から長江水師総司令に任ぜられたが、これもまもなく辞任した。
以後、李燮和の政界への関与はさしたるものではなかった。しかし1915年（民国4年）、楊度からの要請に応じて、李は袁世凱の皇帝即位を支援する籌安会に加わっている。その一方で、蔡鍔の北京脱出を密かに支援して、これを護国戦争（第三革命）に参加させるなどの動きも見せており、李のこの時の行動の真意は定かではない。
結局袁世凱は、護国軍や反袁世論に屈する形で皇帝即位を取り消し、翌年6月に死去する。蔡鍔らへの支援や革命時代の功績により、李燮和が罪に問われることはなかった。それでも李は、慙愧に耐えないとして完全に隠棲し、二度と政治には関与しなかった。
1927年（民国16年）8月16日、故郷の安化県で死去。享年55（満53歳）。